# 邓长球
邓长球（1968年12月—），男，汉族，广西贵港人，中华人民共和国政治人物。现任广西壮族自治区水利厅厅长，民盟广西壮族自治区委主委。第十四届全国政协委员。